# فلیکس فوره
فلیکس فرانسوا فوره (به فرانسوی: Félix François Faure) ‏ (۱۸۴۱ – ۱۸۹۹) هفتمین رئیس‌جمهور فرانسه بود.
وی آخرین رئیس‌جمهور فرانسه در قرن نوزدهم بود و همچنین فتح ماداگاسکار در دوران او انجام شد.

## فراماسونری
فلیکس فر در ۲۵ اکتبر ۱۸۶۵ در لو هاور، در "L'aménité"، لژ گراند اوریان فرانسه آغاز شد.

## مرگ
فور در ۱۶ فوریه ۱۸۹۹ در حالی که در دفتر کار خود با مارگارت استاینهیل ۳۰ ساله مشغول فعالیت‌های جنسی بود، به‌طور ناگهانی در سن ۵۸ سالگی بر اثر آپوپلکسی در کاخ الیزه درگذشت.
به‌طور گسترده گزارش شده‌است که فلیکس فوره در حالی که مارگارت استاینهیل در حال انجام سکس دهانی با او بود، تشنج کشنده خود را تجربه کرد، اما ماهیت دقیق فعالیت‌های جنسی آنها ناشناخته است و چنین گزارش‌هایی ممکن است ناشی از جناس‌های مختلفی باشد که پس از آن توسط او ساخته شده‌است. مخالفان سیاسی یکی از این جناس‌ها لقب مادام استاینهیل la pompe funèbre بود (بازی با کلمات در فرانسوی: pompes funèbres به معنای «تجارت مراقبت از مرگ» است و pompe funèbre را می‌توان به معنای واقعی کلمه «پمپ تشییع جنازه» ترجمه کرد). سنگ نوشته ژرژ کلمانسو از فوره، در همین گرایش، «Il voulait être César, il ne fut que Pompée» بود (لغت‌بازی دیگری در فرانسه؛ می‌توانست به معنای «او می‌خواست سزار باشد، اما در نهایت به عنوان پمپی بود» باشد. آرزو کرد سزار شود و در نهایت منفجر شد. کلمانسو، که سردبیر روزنامه L'Aurore نیز بود، نوشت که «فرور پس از ورود به خلاء، باید احساس می‌کرد که در خانه است». پس از مرگ او، برخی از گزیده‌های ادعایی از مجلات خصوصی او که به سیاست فرانسه می‌پردازد، در مطبوعات پاریس منتشر شد.